# William Trussell
William Trussell, né au XIIIe siècle et mort en 1346 ou en 1347, est un chevalier, homme politique et diplomate anglais, devenu président de la Chambre des communes d'Angleterre à six reprises. Issu d'une famille de la petite noblesse, les premières années de William Trussell sont souvent difficiles à déterminer, car plusieurs membres de sa famille portent son nom, ce qui prête parfois à confusion. Ce qui est certain, c'est qu'il s'engage rapidement auprès de Thomas de Lancastre. Trussell sert à plusieurs reprises en tant que représentant du comte et l'accompagne au sein de sa retenue. L'ayant suivi dans sa rébellion infructueuse en 1322, Trussell est capturé par les forces du roi Édouard II et incarcéré pour haute trahison.
S'évadant de sa prison en 1323, William Trussell soutient Roger Mortimer lorsque celui-ci renverse Édouard II en 1326. Trussell joue un rôle crucial l'année suivante lors de la prononciation de la déchéance du souverain par le Parlement et dans la renonciation de l'hommage des sujets du royaume au monarque déchu. Pourtant, il ne tarde pas à basculer dans l'opposition au régime de Mortimer et demeure en disgrâce jusqu'à la prise du pouvoir par le roi Édouard III en 1330. Trussell accompagne ensuite militairement et diplomatiquement le nouveau roi. Les dernières années de sa vie demeurent assez obscures, puisqu'on le confond avec l'un de ses fils. Il meurt en 1346 ou 1347 et reçoit le privilège d'être inhumé en l'abbaye de Westminster.

## Biographie

### Service auprès du comte de Lancastre
La vie de William Trussell est difficile à tracer, d'autant que son père et son deuxième fils sont également prénommés ainsi. Il n'est donc pas rare qu'il soit confondu avec l'un des deux. William Trussell est au début du XIVe siècle un simple chevalier et propriétaire foncier à Peatling Magna, une ville située dans le Leicestershire. La toute première mention le concernant véritablement date du 22 mai 1306, lorsqu'il est adoubé avec 266 autres personnes par le roi Édouard Ier, lors d'une fastueuse cérémonie tenue à Westminster. Au plus tard en 1307, il devient vassal de Thomas de Lancastre, 2e comte de Lancastre. À ce titre, il est missionné à plusieurs reprises par le comte, notamment pour le représenter à la fin de l'année 1310 lors de la campagne militaire du roi Édouard II en Écosse. Trussell est successivement pardonné par le roi en octobre 1313, puis en août 1318, à la suite de la signature du traité de Leake, pour avoir été impliqué dans la capture puis l'exécution de son favori Pierre Gaveston en juin 1312. 
Au cours de l'ouverture du Parlement en septembre 1314, William siège en tant que chevalier du Leicestershire, puis, lors de celui de janvier 1316, comme chevalier du Leicestershire et du Warwickshire. À la suite de la reprise effective du gouvernement royal par Lancastre à la fin de 1314, Trussell occupe plusieurs postes, notamment celui de shérif du Leicestershire et du Warwickshire entre novembre 1314 et novembre 1316. En récompense de ses services, Thomas lui verse une rente annuelle de 10 livres attachée au domaine de Higham Ferrers dans le Northamptonshire. En 1315, il le charge d'enquêter sur le meurtre mystérieux de son serviteur John Swinnerton. À dater de juillet 1321, William Trussell soutient une rébellion conduite par le comte de Lancastre contre le roi Édouard II : il lève notamment en janvier 1322 des troupes dans le Leicestershire afin de soutenir sa cause, mais ne peut empêcher la défaite puis l'exécution de son suzerain après la bataille de Boroughbridge deux mois plus tard. 

### Participation à la chute d'Édouard II
En raison de la dispersion des rebelles, Trussell se cache en Angleterre et pille les terres situées à Loughborough du nouveau favori royal, Hugues le Despenser le Jeune, en mai 1322. Il est finalement capturé et incarcéré au château de Scarborough en juillet 1322. Cependant, William parvient à s'échapper de Scarborough en mars 1323. Furieux que ses terres soient confisquées par la couronne, il attaque et dévaste avec plusieurs compagnons d'armes des possessions dans les Midlands appartenant à Hugues le Despenser l'Aîné, 1er comte de Winchester. L'agent royal Roger de Beler est alors envoyé par le roi pour le capturer mais Trussell trouve refuge en France. William retrouve à Paris plusieurs rebelles anglais exilés, dont le puissant Roger Mortimer, 3e baron Mortimer de Wigmore. Lorsque la reine Isabelle se rend à Paris au cours de l'année 1325 pour y négocier un traité de paix avec la France, elle en profite pour forger avec Mortimer une alliance contre son époux Édouard II et les Despenser. Trussell fait alors partie de leur cour en exil et les accompagne lorsqu'ils font leur retour en Angleterre, à la tête d'une armée, le 24 septembre 1326. Après la prise de Bristol par les insurgés le 26 octobre 1326, William Trussell est désigné par Roger Mortimer pour présider le tribunal chargé de condamner à mort Hugues l'Aîné pour sa participation au régime despotique du roi. 
Quelques semaines plus tard, le 24 novembre, William Trussell préside une nouvelle fois, à Hereford, la cour incriminant Despenser le Jeune. À l'issue du verdict, il lance au favori : « Retire-toi, traître, tyran, renégat ; va prendre ta propre justice, traître, homme diabolique, criminel ! » Le 7 janvier 1327, William assiste au nouveau Parlement convoqué, qui convient de déposer Édouard II. Le 20 janvier, au château de Kenilworth où il est reclus, le roi est informé des accusations portées contre lui et se voit alors offrir la possibilité d'abdiquer en faveur de son fils aîné Édouard. Peu après la renonciation du monarque, les seigneurs, barons et prélats, à travers la personne de William Trussell, viennent alors reprendre leurs hommages, et le règne d'Édouard II s'achève aussitôt. À cette occasion, Trussell « s'agenouilla devant notre seigneur le roi et lui cria miséricorde, le suppliant de lui pardonner ses offenses contre lui, et il [Édouard II] lui pardonna et lui donna le signe de la paix devant eux tous ». Dès le 25 janvier, le jeune Édouard III est reconnu comme le nouveau souverain. Compte tenu de son rôle joué pendant cette période, Trussell est parfois considéré comme le premier speaker des Communes, même s'il est davantage probable qu'il ait agi en tant que vassal et représentant d'Henri de Lancastre, frère et héritier du défunt comte Thomas. Par ailleurs, l'importance des Communes dans le système législatif n'est alors pas encore clairement définie.

### Rôle sous la régence de Roger Mortimer
Le nouveau gouvernement royal, étroitement contrôlé par la reine-mère Isabelle et Roger Mortimer, récompense vivement William Trussell pour sa fidélité et lui accorde plusieurs biens confisqués aux Despenser. Il est par ailleurs désigné pour administrer certaines terres au Sud de la rivière Trent retombées au sein du domaine de la couronne. Le 28 février 1327, il se voit confier la précieuse tâche de demander au pape Jean XXII d'entamer une procédure de canonisation en faveur de son ancien suzerain, Thomas de Lancastre, mais malgré deux autres requêtes ultérieures formulées en 1330 et 1331, l'initiative du gouvernement ne sera jamais examinée par la cour pontificale. En mars 1328, Trussell est missionné à l'étranger en tant qu'ambassadeur du roi. Il sert ensuite loyalement dans la retenue d'Henri de Lancastre et est présent en Angleterre lorsqu'éclatent des tensions entre Lancastre et Mortimer à compter d'octobre 1328. Le 21 décembre, William se trouve à Guildhall, à Londres, lorsqu'est lue la proclamation des régents qui enjoint aux fauteurs de troubles de se disperser et demande aux Londoniens d'abandonner leur soutien envers Lancastre, afin de préserver la paix du royaume. 
Les partisans du comte Henri de Lancastre ne tardent pas à envoyer une réponse à la cour royale, alors établie à Worcester, puis se rassemblent à la cathédrale Saint-Paul de Londres le 1er ou 2 janvier 1329, où ils jurent de ne pas déposer les armes face aux troupes de Roger Mortimer. Toutefois, fort de sa supériorité militaire écrasante, le régent contraint le comte de Lancastre à la reddition dès le 12 janvier et offre une amnistie à l'essentiel de ses partisans. Seuls quatre hommes sont exclus de ce pardon général, vraisemblablement en raison de leur revers d'allégeance en faveur de Lancastre : il s'agit d'Henri de Beaumont, 1er baron Beaumont, de Thomas Roscelyn, de Thomas Wyther et de William Trussell. S'étant enfui en France pour échapper aux représailles de Mortimer, Trussell est finalement gracié par le Parlement de Winchester en mars 1330 et reprend ses nombreuses activités au service de la couronne. Dès mai 1330, il est de nouveau missionné en tant que diplomate en Espagne. Il essaie alors de négocier une alliance matrimoniale avec les rois d'Aragon, de Portugal et de Majorque, en particulier entre l'infant Pierre d'Aragon et Aliénor d'Angleterre, la sœur d'Édouard III. Le projet échoue en définitive.

### Dernières années sous Édouard III
Trussell retrouve pleinement les faveurs du roi en octobre 1330, lorsqu'Édouard III renverse Roger Mortimer. En janvier 1331, il figure parmi les douze membres du tribunal chargé de déterminer le rôle de Thomas de Berkeley, 3e baron Berkeley, dans la mort d'Édouard II en septembre 1327, quelques mois après sa déposition. À l'issue de ce procès, Berkeley est honorablement acquitté. À l'été 1331, William reprend la garde de plusieurs fiefs de la couronne, honneur auquel s'ajoute un remboursement de 100 marcs pour ses services antérieurs. Au même moment, il se rend en France pour y conclure vainement le mariage de l'héritier du trône Édouard de Woodstock avec Jeanne, fille du roi de France Philippe VI de Valois. En remerciement pour cette mission avortée, Trussell reçoit la seigneurie de Bergues en Flandre. En 1332, il part en Avignon au sein d'une ambassade auprès du pape Jean XXII. Il sert ensuite Henri de Lancastre une nouvelle fois en 1337, avec pour fonction d'administrer ses biens situés dans le Northamptonshire. Enfin, en 1342, Trussell est convié par décret au conseil du roi et non au Parlement. De ce fait, l'appellation de baron Trussell qui lui est parfois attribuée semble erronée. 
Entre 1333 et 1345, un certain William Trussell sert le roi d'Angleterre lors de diverses ambassades, mais on ignore s'il s'agit de William Trussell ou de son fils du même nom. Ces missions diplomatiques concernent entre autres la papauté en Avignon, mais aussi la France, la Flandre ou encore l'Allemagne. Ce mystérieux William assiste également le 24 juin 1340 à la victoire navale anglaise face aux Français à L'Écluse et donne son consentement à l'ouverture de négociations de paix avec la France en avril 1343 en tant que membre des Communes au Parlement. En outre, il juge les seigneurs écossais Duncan IV, comte de Fife, et de John Graham, comte de Menteith, après leur capture lors de la bataille de Neville's Cross le 17 octobre 1346. Quelle que soit l'identité de ce personnage, on sait en revanche que William Trussell l'Aîné meurt en 1346 ou 1347. En effet, le sacristain de l'abbaye de Westminster reçoit à cette période un don de la part des exécuteurs testamentaires de William Trussell, qui est probablement inhumé dans l'allée Est du transept Nord de l'abbaye.